# Heinrich Dorn
Heinrich Ludwig Egmont Dorn (ur. 14 listopada 1804 w Królewcu, zm. 10 stycznia 1892 w Berlinie) – niemiecki kompozytor, dyrygent i pedagog muzyczny.

## Życiorys
Przez krótki czas studiował w Królewcu prawo, które zdecydował się porzucić dla muzyki. Kształcił się w Berlinie u Ludwiga Bergera, Carla Friedricha Zeltera i Bernharda Kleina. Początkowo działał jako nauczyciel we Frankfurcie nad Menem, w 1828 roku otrzymał posadę kapelmistrza teatru w Królewcu. Od 1829 do 1832 roku był kapelmistrzem opery królewskiej w Lipsku, gdzie w 1830 roku przez krótki czas udzielał lekcji Robertowi Schumannowi. W 1832 roku przebywał w Hamburgu. W latach 1832–1837 i 1839–1843 był dyrygentem opery w Rydze. Zastąpił na tym stanowisku Richarda Wagnera, z którym pozostał następnie skonfliktowany do końca życia. Od 1843 do 1849 roku pełnił funkcję dyrygenta opery i miejskiego dyrektora muzyki w Kolonii. W 1845 roku założył w tym mieście szkołę muzyczną, w 1850 roku przekształconą w konserwatorium. W latach 1844–1847 dyrygował ponadto koncertami Niederrheinische Musikfeste. W 1849 roku został następcą Otto Nicolaia na stanowisku dyrygenta opery dworskiej w Berlinie.
Opublikował autobiografię pt. Aus meinem Leben (7 tomów, Berlin 1870–1886). W operze Die Nibelungen (wyst. 1854) podjął jako pierwszy, przed Richardem Wagnerem, tematykę opartą na treści Pieśni o Nibelungach. Utwory sceniczne Dorna pozbawione są większych napięć dramatycznych i czerpią muzycznie z tradycji niemieckiej pieśni ludowej, pozostając całkowicie odmienne od wagnerowskiej koncepcji dramatu muzycznego.
Jego syn Alexander (1833–1901) również został kompozytorem.

## Wybrane kompozycje
(na podstawie materiałów źródłowych)

### Opery
- Die Rolandsknappen (wyst. Berlin 1826)
- Der Zauberer und das Ungethüm (wyst. Berlin 1827)
- Die Bettlerin (wyst. Królewiec 1827)
- Abu Kara (wyst. Lipsk 1831)
- Das Schwärmermädchen (wyst. Lipsk 1832)
- Der Schöffe von Paris (wyst. Ryga 1838)
- Das Banner von England (wyst. Ryga 1841)
- Die Musiker von Aix-la-Chapelle (1848)
- Artaxerxes (wyst. Berlin 1850)
- Die Nibelungen (wyst. Weimar 1854)
- Ein Tag in Russland (wyst. Berlin 1856)
- Der Botenläufer von Pirna (wyst. Mannheim 1865)

### Operetka
- Gewitter bei Sonnenschein (wyst. Drezno 1865)

### Balet
- Amors Macht (wyst. Lipsk 1830)